# Voo Aria Air 1525
 Coordenadas : minutos ou segundos > 60

O voo Aria Air 1525 era um voo doméstico do Irã que colidiu ao pousar no Aeroporto Internacional de Mashhad em 24 de julho de 2009.

## Aeronave
O avião envolvido era um Ilyushin IL-62M, prefixo UP-I6208. A aeronave entrou em operação com a Interflug em 1 de junho de 1989 com  o prefixo DDR-SEY. Em 3 de outubro de 1990 foi alterado o prefixo para D-AOAM e permaneceu com a Interflug até julho de 1991 quando foi vendido para a Aeroflot e alterado o registro para CCCP-86578. Em janeiro de 1993 ela foi vendida para a Uzbekistan Airways e alterado o prefixo para 86578. Em março de 1993 a aeronave foi alterado o prefixo para UK-86578. Em outubro de 2007 ela foi vendida para para a D.E.T.A. Air do Casaquistão e alterado o registro para UN-86509. Em julho de 2008 a aeronave teve o seu prefixo alterado para UP-I6208. O aparelho foi alugado para a Aria Air em março de 2009.

## Acidente
O acidente aconteceu às 18:10 hora local (13:40 UTC). O avião incendiou-se no momento do pouso. 17 pessoas morreram, incluindo todos os ocupantes do cockpit, das três primeiras fileiras, onde estava um dos fundadores da empresa, Mehdi Dadpei, e os da cabine da tripulação. Houve 136 sobreviventes. Os pilotos e outros 7 abordo eram cazaques.
O avião derrapou da pista ao pousar. A região do cockpit foi totalmente destruída pelo fogo. Houve 19 feridos no acidente. O tempo estava bom na hora do acidente de acordo com o METAR emitido na hora do acidente "METAR OIMM 241300Z 08014KT CAVOK 34/M03 Q1012 A2989". A tradução é: METAR do Aeroporto Internacional de Mashhad, 24 de julho às 13:00 UTC, vento à 14 nós, direção 080°; teto e visibilidade OK; temperatura 34° C; ponto de orvalho −3 °C; altimetro millibars ou 29.89 polegadas. A aeronave pousou contra o vento. O avião tentou um pouso de emergência na hora do acidente. O avião pousou "longo" na pista e ultrapassou o limite de pouso, colidindo com um obstáculo, provavelmente um muro que destruiu a seção dianteira do avião. O avião transportava 153 passageiros mais a tripulação.
Este é o segundo acidente em menos de um mês no Irã. O anterior foi no Voo Caspian Airlines 7908.

## Causa
A causa do acidente continua desconhecida mas um oficial do aeroporto disse que foi uma "falha técnica".

## Ligações Externas
- Foto do UP-I6208
- Fotos do avião após o acidente
- Fotos do acidente pelo portal G1